# Enon (Virginia)
Enon es un lugar designado por el censo situado en el condado de Chesterfield, Virginia  (Estados Unidos). Según el censo de 2010 tenía una población de 3.466 habitantes.

## Demografía
Según el censo de 2010, Enon tenía una población en la que el 80,4% eran blancos; el 14,3% afroamericanos; el 0,2% eran indios americanos y nativos de Alaska; el 1,4% eran asiáticos; el 0,0% hawaianos y otros isleños del Pacífico; el 1,6% de otra raza, y el 2,0% a partir de dos o más razas. El 3,8% del total de la población eran hispanos o latinos de cualquier raza.